# Beefcake

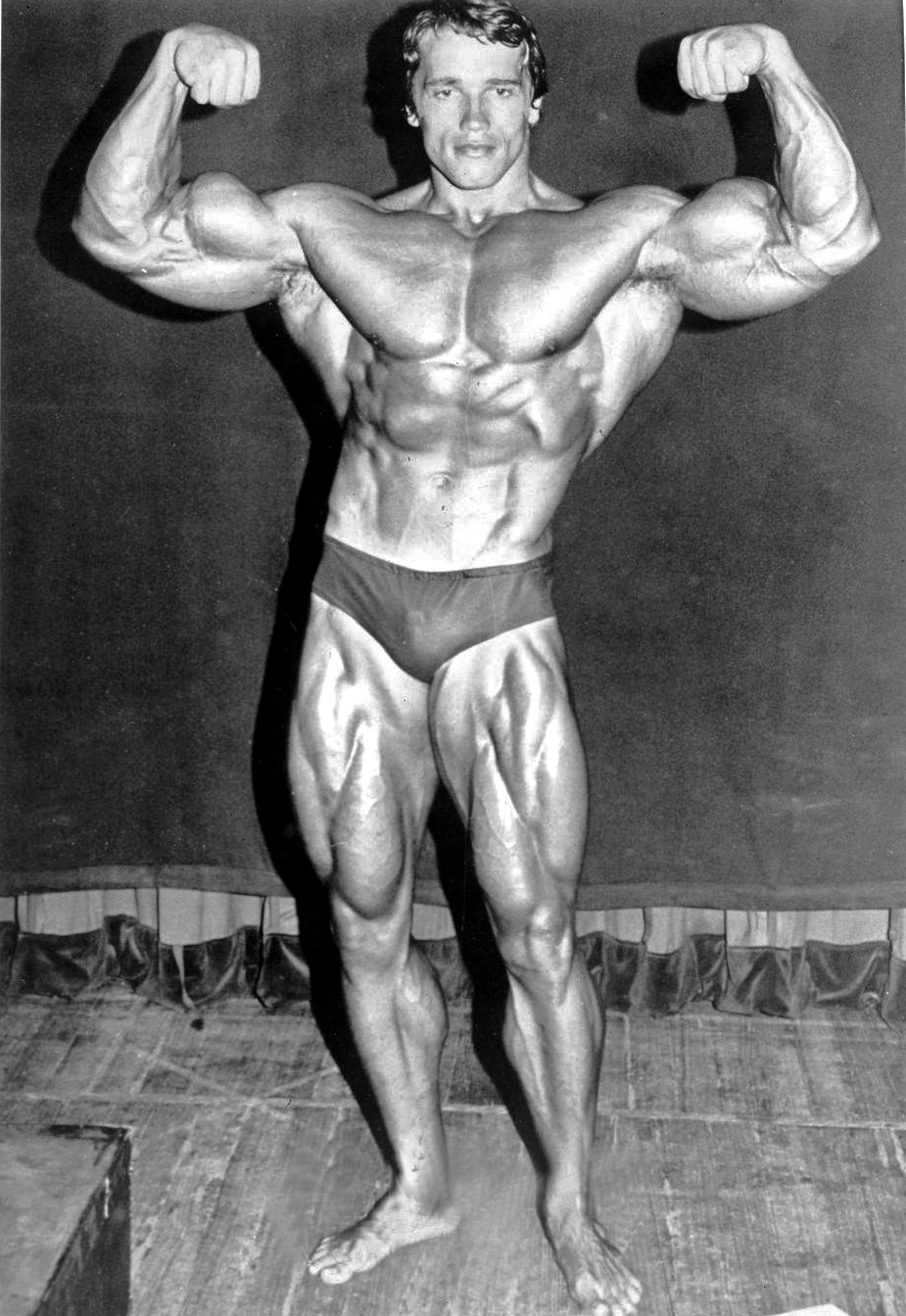
Arnold Schwarzenegger în 1974

Beefcake (ad litteram tort de boeuf) este un termen american ce corespunde unui bărbat musculos, disponibil să pozeze în ipostaze erotice sau de altet, pentru delectarea unui public preponderent feminin.
Beefcake se referă, de asemenea, la un gen de publicații. Se crede că termenul a fost folosit pentru prima dată de editorialistul hollywoodian Sidney Skolsky.

## Istorie
Pozele de tip beefcake ale actorilor au avut un tiraj mult mai mic decât cele de tip cheesecake (pin-up) ale actrițelor. Cu toate acestea, încă din anii 1920 au fost realizate fotografii unor vedete precum Rudolph Valentino sau Ramon Novarro pentru a le evidenția atractivitatea fizică. Fotografiile cu fizicul dezgolit al celebrităților erau și mai puțin întâlnite la începutul epocii filmelor sonore. Excepție fac actorii ce apăreau în pelicule exotice, ca Johnny Weissmuller (Tarzan) sau Buster Crabbe. 
În anii 1940 a crescut numărul fotografiilor cu vedete fără cămașă. Printre artiștii populari ai acestor ipostaze se numără Tyrone Power, Guy Madison, Sterling Hayden și Victor Mature; iar în anii 1950, revistele de film au început să publice instantanee în costum de baie ale unor actori precum Tony Curtis, Rock Hudson, Tab Hunter, Jeff Chandler, Robert Conrad și Robert Wagner aproape la fel de frecvent ca și pe cele ale actrițelor. Această perioadă a inclus, de asemenea, apariția revistelor de culturism, care continuă să fie populare în prezent, și a starurilor de cinema cu mușchi, cum ar fi Steve Reeves, care erau adesea îmbrăcate sumar în filmele lor de acțiune/aventură. 
În anii 1980, actorii musculoși Arnold Schwarzenegger, Lou Ferrigno, și Sylvester Stallone au continuat să joace în filme de acțiune/aventură de tip beefcake (precum Conan Barbarul, Rambo sau Hercules).

## Publicații
Revistele beefcake erau publicații dedicate fizicului masculin, ce prezentau bărbați tineri și atrăgători în ipostaze atletice, cu un nivel minim de îmbrăcăminte. În perioada lor de glorie în America de Nord (anii 1950-1960), acestea erau prezentate ca reviste dedicate fitness-ului, sănătății și îngrijirii, modelele fiind adesea fotografiate demonstrând exerciții fizice, sau ca material de referință artistică. Cu toate acestea, scopul lor ascuns era acela de a răspândi imagini erotice, în serviciul tinerilor homosexuali, într-o perioadă în care homosexualitatea făcea obiectul tabuurilor culturale și al cenzurii guvernamentale.
Revistele beefcake erau vândute în chioșcuri de ziare, librării și farmacii. Cercetătorul Thomas Waugh le-a descris ca fiind „cea mai bogată documentație a culturii gay din acea perioadă”.
Odată cu legalizarea și creșterea disponibilității revistelor și videoclipurilor pornografice pentru homosexuali la sfârșitul anilor 1960 și 1970, majoritatea revistelor beefcake fie au evoluat pentru a include materiale mai explicite, fie au ieșit de pe piață.

### Fotografii

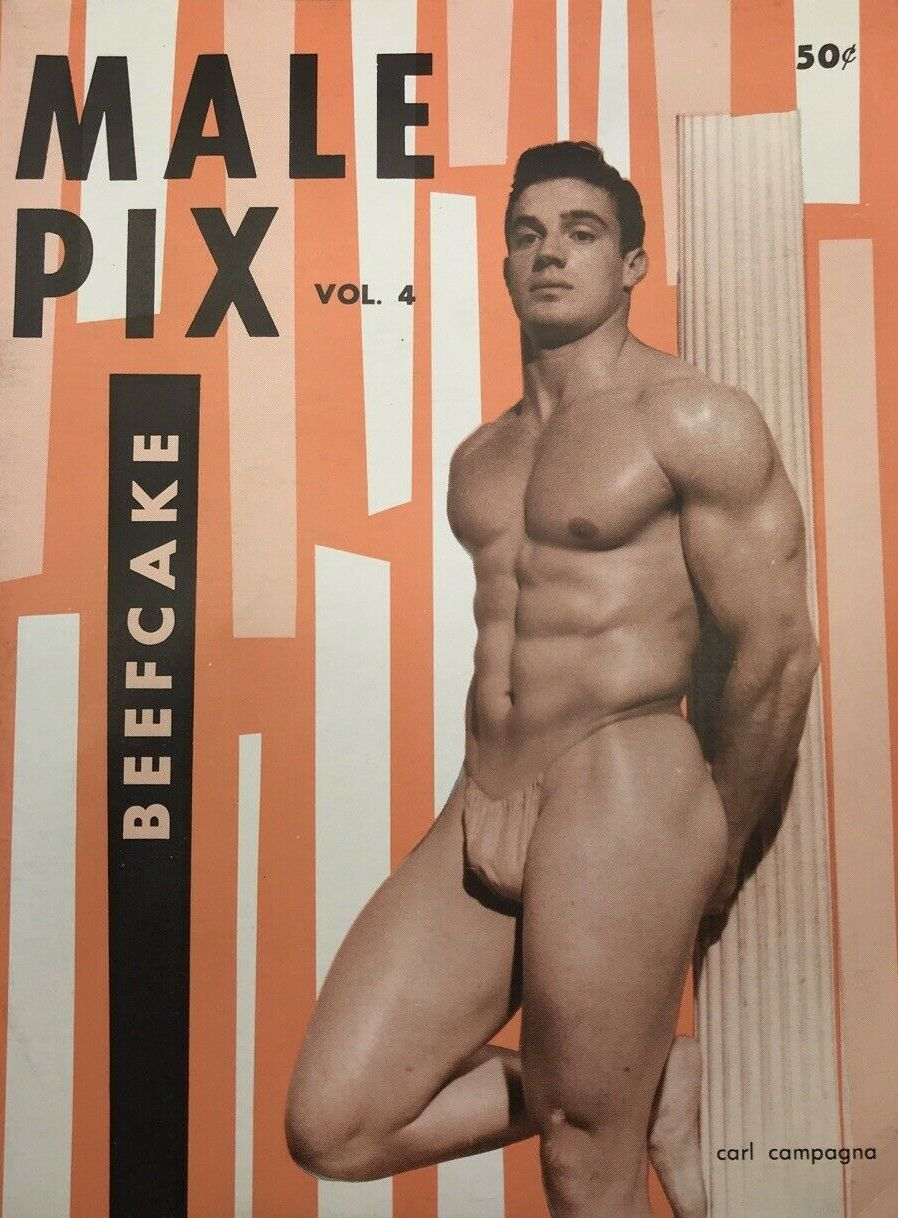
Male Pix, revistă beefcake din 1959

Fotografiile beefcake înfățișau de obicei bărbați tineri în chingi (tip de tanga cu un săculeț pentru organele genitale) sau cu o altă acoperire minimă, cum ar fi slip de baie, pantaloni scurți, un prosop sau o bucată de pânză. În general, nuditatea frontală nu a fost prezentată până la sfârșitul anilor 1960, când aplicarea legii privind obscenitatea a fost flexibilizată.
Primele apariții ale nudității masculine frontale la chioșcurile de ziare americane au fost publicațiile europene importate, care purtau alibiul promovării stilului de viață nudist, și care au început să se vândă încă din 1965. Primele reviste americane care au prezentat nuditate frontală au fost Drum și Butch din San Francisco, ambele în 1966, deși asta a dus la contestații legale.
În comparație cu revistele mainstream de fitness și culturism, care se concentrau pe fizicuri foarte musculoase, revistele beefacke au inclus modele cu o varietate mai mare de tipuri de corp, inclusiv bărbați cu o constituție mai slabă, „naturală”. Modelele erau în majoritate bărbați albi, fapt care a fost atribuit cererii slabe de fotografii cu bărbați de rasă diversă în rândul consumatorilor revistelor.
Legendele cuprindeau, de obicei, numele, vârsta și măsurile modelului, împreună cu diverse detalii biografice. Cu toate acestea, aceste detalii erau adesea fabricate pentru a atrage apetitul cititorilor, iar majoritatea studiourilor permiteau modelelor să folosească pseudonime.
Paginile centerfold au început să apară în revistele beefcake la scurt timp după ce au fost popularizate în publicațiile heterosexuale corespondente („cheesecake”), cum ar fi Playboy.